# 南郊乡 (雅安市)
南郊乡，是中华人民共和国四川省雅安市雨城区曾经下辖的一个乡。2019年12月，撤销南郊乡，原南郊乡坪石村、柳阳村、昝村、狮子村、太源村、高山村、余家村、龙洞村所属行政区域为周公山镇的行政区域，将原南郊乡的水中社区、南坝村、顺江村、澄清村和原对岩镇青江村所属行政区域划归东城街道管辖。

## 行政区划
南郊乡撤销前下辖以下地区：
坪石村、柳阳村、昝村、狮子村、高山村、太源村、余家村、龙洞村、澄清村、南坝村、水中村和顺江村。